# Парнасиеволистна калдезия
Парнасиеволистната калдезия (Caldesia parnassifolia) е многогодишно тревисто растение от семейство Лаваницови.
Предтсавлява многогодишно тревисто растение с тънко и късо коренище. Стъблото му е високо 10 – 60 cm, а листата му са с дръжки, като в основата са сърцевидни, тъпи и по-рядко заострени на върха, със средна права и 4 – 10 странични дъговидни жилки. Съцветието е прешленесто, гроздовидно или метлицовидно, с по 3 клонки в прешлен. Цветовете му са на дръжки. Чашелистчетата и венчелистчетата са с по 3 листчета, като венчелистчетата са бели, целокрайни или назъбени. Плодчетата му са сухи, костилковидни и сплескани. Цъфти през юли – август, плодоноси през август – септември. Размножава се със семена и вегетативно.
Видът е разпространен в Средна и Южна Европа, Балканския полуостров, Индия, Китай, Япония, Египет, остров Мадагаскар и др. Природозащитният му статут в България е регионално изчезнал вид. В миналото е разпространен в крайбрежните части на Драгоманското блато. Срещал се е с единични индивиди или на малки групи. Пресушаването на находището му е довело до изчезване на единствената популация в България. Видът не е намерен в други водни басейни в България.